# Palacio Vergara
El Palacio Vergara es un inmueble patrimonial ubicado al interior del parque Quinta Vergara, en la ciudad de Viña del Mar, Región de Valparaíso, Chile. Fue declarado Monumento Histórico mediante el Decreto Exento n.º 2479, del 31 de julio de 2008.

## Historia
Luego de que el terremoto de 1906 derrumbara la mansión familiar, Blanca Vergara mandó a construir un nuevo edificio sobre los cimientos del anterior a los arquitectos Ettore Petri y Alejandro Petri. Inspirada en la Ca' d'Oro de Venecia, el palacio se inauguró en 1910.
En 1941 la Municipalidad de Viña del Mar compró el palacio y el parque, que pasó a ser de uso público, en tanto que el edificio fue destinado al Museo y Escuela de Bellas Artes.
El terremoto de 2010 afectó de forma considerable la estructura del palacio, por lo que en el año 2015 se iniciaron las obras de reparación, que finalizaron en 2020. Fue reinaugurado el 22 de diciembre de 2021.

## Descripción
Construido en un estilo neogótico veneciano, lo que se refleja en los arcos ojivales y balaustradas de sus fachadas, presenta salones interiores decorados con molduras de yeso y con muros forrados con tapices bordados con oro y seda. El mobiliario cuenta con estilos rococó, Luis XVI e Imperio.